# Rẫm Bắc Bộ
Rẫm Bắc Bộ hay Búc sơ Bắc Bộ, (danh pháp hai phần: Bursera tonkinensis), là một loài thực vật thuộc họ Râm (cũng gọi là họ Trám - Burseraceae). Đây là loài đặc hữu của Việt Nam.